# Trollhättans IF
Trollhättans IF, TIF,  är en fotbollsförening i Trollhättan som grundades 1906. Föreningens a-lag sammanslogs 2001 med Trollhättans FK till FC Trollhättan. Trollhättans IF:s a-lag spelade därefter i division 6 till och med säsongen 2009, då klubben vann sin serie och flyttades upp till division 5. 2018 spelar klubbens A-lag i division 6.
Innan FC Trollhättan bildades spelade TIF sina hemmamatcher på Edsborgs IP men efter sammanslagningen med Trollhättans FK tog FC Trollhättan över Edsborg. Nu spelas alla hemmamatcher på Bergtäckten i Skogshöjden, Trollhättan.
Trollhättans IF spelade i näst högsta divisionen 1959-60 och 1974-76. Säsongen 1975 var det drygt 10 500 åskådare på matchen mot IFK Göteborg på Edsborg. 
År 2004 kvaladspelade föreningens lag till Pojkallsvenskan för säsongen 2005. Detta lag var ett blandat lag med spelare födda 1989, 1990 och tre spelare födda 1991.
Föreningens damlag spelade nio säsonger i Sveriges högsta division mellan 1981 och 1989, och förlorade SM-finalspelet mot Jitex BK 1984. Det året vann också Lena Videkull skytteligan.
Friidrottssektionen arrangerar ett av Sveriges äldsta terränglopp, TIF-terrängen. 2007 avgjordes den 80:e upplagan.
Klubben har även haft handboll på programmet och kvalade till Allsvenskan 1965. Klubben har också under en kort tid haft ett ishockeylag.

### Fotnoter
1. ↑  Jimmy Lindahl (25 februari 2004). ”Maratontabell för högsta damserien 1978-2003”. Bolletinen. http://www.bolletinen.se/sfs/pdf/stat_d_maraton_1978_2003_maratontab_f_hogsta_damserien.pdf. Läst 13 oktober 2013.